# ۱۴ اکتبر (روزنامه)
۱۴ اکتبر (انگلیسی: 14 October) یک روزنامه است که در عدن، یمن منتشر می‌شود.

## تاریخچه
۱۴ اکتبر در سال ۱۹۶۸ فعالیتش را آغاز کرد، علت نام گذاری آن نیز بر اساس انقلاب ۱۴ اکتبر سال ۱۹۶۷ جنوب یمن است. قبل از الحاق در سال ۱۹۹۰ توسط دولت یمن جنوبی منتشر می‌شد. اما در حال حاضر توسط دولت یمن منتشر می‌شود و چاپ و نشر آن بعهده بنیاد ۱۴ اکتبر برای روزنامه‌نگاری است. احمد محمد الحبیشی سردبیر این روزنامه است.
۱۴ اکتبر بیشتر اخبار منتشر شده توسط آژانس خبری صبا، خبرگزاری رسمی یمن را ارائه می‌کند. در پایان سال ۲۰۱۰، تیراژ آن از ۲۰٬۰۰۰ نسخه گذشت.